# Metro de Taskent
El Metro de Taskent  (uzbeko: Toshkent metropoliteni, ruso: Ташкентский метрополитен) es el sistema de metro de la ciudad de Taskent, capital de Uzbekistán. Fue el primer sistema de metro en funcionamiento en Asia central. Fue el séptimo metro en construirse en la antigua URSS, inaugurándose en 1977. La línea 2 tiene conexión directa con la Estación de ferrocarril de Taskent.

## Historia
La planificación del Metro de Tashkent comenzó en 1968, dos años después de que un gran terremoto azotara la ciudad en 1966. La construcción de la primera línea comenzó en 1972 y se inauguró el 6 de noviembre de 1977 con nueve estaciones. Esta línea se amplió en 1980 y la segunda línea se añadió en 1984. La línea más reciente es la línea Circle (Halqa), cuya primera sección se inauguró en 2020.
El 29 de agosto de 2020 se completó y abrió una extensión norte de la línea Yunusobod para 2 estaciones Turkiston y Yunusobod.

## Líneas
|   | Nombre               | Inauguración | Longitud | Estaciones |
| - | -------------------- | ------------ | -------- | ---------- |
| 1 | Línea Chilonzor      | 1977         | 23,7 km  | 17         |
| 2 | Línea Ozbekiston     | 1984         | 14,3 km  | 11         |
| 3 | Línea Yunusobod      | 2001         | 10,5 km  | 8          |
| 4 | Línea Circle (Halqa) | 2020         | 18,7 km  | 12         |
|   | Total                |              | 67,2 km  | 48         |

Los colores en la tabla corresponden a los colores de las líneas en el mapa del metro.

## Material Rodante

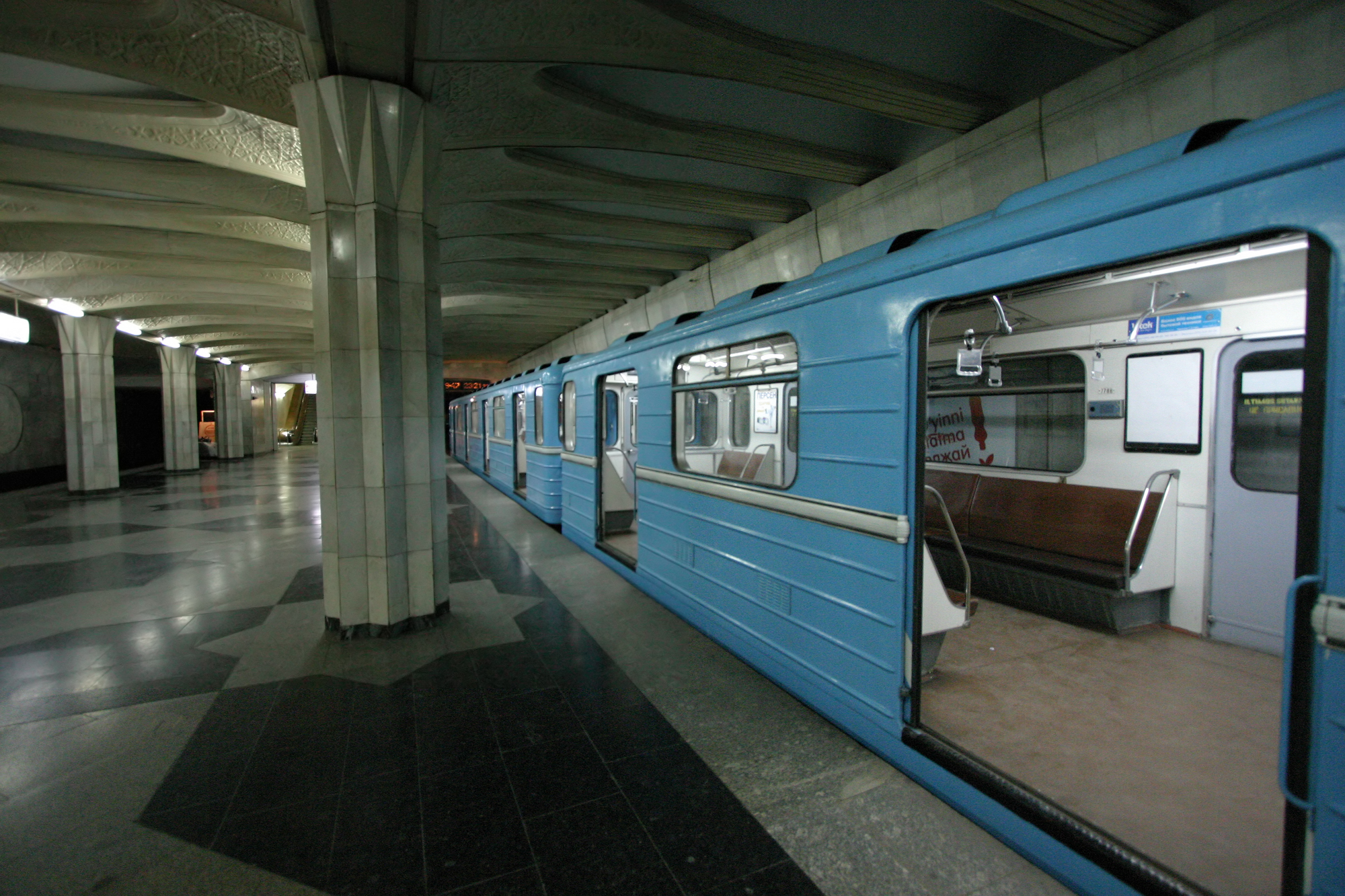
Tashkent metro drushbanarod

Como material rodante, se utilizan varias modificaciones de automóviles de los modelos 81-717 / 714 y automóviles más nuevos de los modelos 81-718 / 719 . El material rodante es servido por dos depósitos: ТЧ-1 "Chilanzar" y ТЧ-2 "Uzbekistán".